# Калиев, Шакарим
Шакарим Калиев (1913, Каркаралинский уезд, Российская империя — 5 ноября 2006, Каркаралинский район, Карагандинская область, Казахстан) — председатель колхоза «Жоншилик» Каркаралинского района Карагандинской области, Казахская ССР. Герой Социалистического Труда (1949).

## Биография
Родился в 1913 году в крестьянской семье в одном из сельских населённых пунктов современной Карагандинской области.
С раннего возраста трудился в сельском хозяйстве. В начале 1930-х годов вступил во время коллективизации в колхоз «Шатыгараш» Талдинского района, где трудился радовым колхозником. С 1936 года — бригадир животноводов. В 1938 году избран председателем этого же колхоза. С 1940 года член ВКП(б).
В июне 1942 года призван в Красную Армию по мобилизации. Участвовал в Великой Отечественной войне. Воевал автоматчиком в составе 1267-го стрелкового полка 382-й стрелковой дивизии 2-й ударной Армии. В ноябре 1942 году получил тяжёлое ранение в левую руку. После излечения был комиссован в сентябре 1943 года.
После возвращения на родину с 1943 года возглавлял колхоз «Шатырагаш» Каркаралинского района. За короткое время вывел колхоз в число передовых сельскохозяйственных предприятий Каркаралинского района. В 1945 году колхоз за высокие трудовые показатели в животноводстве был награждён переходящим Красным Знаменем. За выдающиеся трудовые достижения колхозников по итогам работы в 1947 году награждён Орденом Ленина.
В 1948 году колхоз после укрупнения стал называться «Жоншилик» (позднее — имени Ленина) Каркаралинского района. В этом же году труженики колхоза получили в среднем по 1014 грамм среднесуточного привеса на каждую голову крупного рогатого скота от стада в 213 голов. Указом Президиума Верховного Совета СССР от 12 июля 1949 года удостоен звания Героя Социалистического Труда за «получение высокой продуктивности животноводства в 1948 году» с вручением ордена Ленина и золотой медали «Серп и Молот» (№ 4141).
Этим же указом званием Героя Социалистического Труда были награждены заведующий молочной фермой Саркен Калпаков и скотник Жылкыбай Аркарказов.
С 1961 года — председатель Фрунзенского сельсовета, с 1965 года — бригадир животноводов в родном колхозе.
После выхода на пенсию в 1967 году проживал в Каркаралинском районе.
Умер в ноябре 2006 года.
Награды
- Герой Социалистического Труда
- Орден Ленина — дважды (15.0.1948; 1949).
- Орден Отечественной войны 1 и 2 степени.
- Медаль «За доблестный труд в Великой Отечественной войне 1941—1945 гг.» (09.05.1945)
- Медаль «За боевые заслуги» (06.08.1946)
- Медаль «За трудовое отличие» (11.01.1957)
- Медаль «За освоение целинных земель» (20.10.1956)
- Почётный гражданин Каркаралинского района (10.04.2003).